# Ekwe
Un ekwe es un instrumento musical tradicional del grupo étnico Igbo (Nigeria, África). Es un tipo de tambor con cavidades rectangulares y  una ranura que las une. Se lo ejecuta con dos baquetas con puntas de cuero. Posee también una o dos agarraderas en los extremos para que el ejecutante pueda tocarlo de pie. Este instrumento está hecho de troncos de árboles. El ekwe viene en una variedad de tamaños y diseños, y cada tamaño está determinado por el propósito para el que será utilizado. Un ekwe puede ser utilizado para eventos culturales y tradicionales. El ekwe también se utiliza como un tipo de tambor de comunicación. En el pasado se lo usaba para comunicarse con otros en distancias largas, un uso similar al que se le daba al bombo legüero en Argentina. Se ejecutan diferentes ritmos en el ekwe dependiendo la situación: se lo utiliza para celebraciones hasta para informar emergencias.